# Islandia na Letnich Igrzyskach Olimpijskich 1948
Letnie Igrzyska Olimpijskie 1948 były czwartymi w historii Islandii igrzyskami olimpijskimi. Islandię reprezentowało 20 zawodników. Żadnemu zawodnikowi nie udało się zdobyć medalu.

## Wyniki zawodników

### Lekkoatletyka

#### Mężczyźni

##### Konkurencje biegowe
| Zawodnik                                                                   | Konkurencja      | Eliminacje | Eliminacje | Ćwierćfinały | Ćwierćfinały | Półfinały   | Półfinały   | Finał | Finał   | Źródło |
| Zawodnik                                                                   | Konkurencja      | Czas       | Pozycja    | Czas         | Pozycja      | Czas        | Pozycja     | Czas  | Pozycja | Źródło |
| -------------------------------------------------------------------------- | ---------------- | ---------- | ---------- | ------------ | ------------ | ----------- | ----------- | ----- | ------- | ------ |
| Haukur Clausen                                                             | Bieg na 100 m    | 11.0       | 2. Q       | NN           | 6.           | NQ          | NQ          | NQ    | NQ      | [ 1 ]  |
| Örn Clausen                                                                | Bieg na 100 m    | NN         | 4.         | NQ           | NQ           | NQ          | NQ          | NQ    | NQ      | [ 1 ]  |
| Finnbjörn Þorvaldsson                                                      | Bieg na 100 m    | NN         | 5.         | NQ           | NQ           | NQ          | NQ          | NQ    | NQ      | [ 1 ]  |
| Haukur Clausen                                                             | Bieg na 200 m    | 22.2       | 3.         | NQ           | NQ           | NQ          | NQ          | NQ    | NQ      | [ 2 ]  |
| Reynir Sigurðsson                                                          | Bieg na 400 m    | 51.4       | 3.         | NQ           | NQ           | NQ          | NQ          | NQ    | NQ      | [ 3 ]  |
| Óskar Jónsson                                                              | Bieg na 800 m    | 1:55.4     | 5.         | Nie dotyczy  | Nie dotyczy  | NQ          | NQ          | NQ    | NQ      | [ 4 ]  |
| Óskar Jónsson                                                              | Bieg na 1500 m   | 4:03.2     | 6.         | Nie dotyczy  | Nie dotyczy  | Nie dotyczy | Nie dotyczy | NQ    | NQ      | [ 5 ]  |
| Ásmundur Bjarnason Finnbjörn Þorvaldsson Trausti Eyjólfsson Haukur Clausen | Sztafeta 4x100 m | 42.9       | 4.         | Nie dotyczy  | Nie dotyczy  | Nie dotyczy | Nie dotyczy | NQ    | NQ      | [ 6 ]  |

##### Konkurencje techniczne
| Zawodnik                | Konkurencja    | Eliminacje | Eliminacje | Finał   | Finał   | Źródło |
| Zawodnik                | Konkurencja    | Wynik      | Pozycja    | Wynik   | Pozycja | Źródło |
| ----------------------- | -------------- | ---------- | ---------- | ------- | ------- | ------ |
| Torfi Bryngeirsson      | Skok o tyczce  | 3,80 m     | 14.        | NQ      | NQ      | [ 8 ]  |
| Finnbjörn Þorvaldsson   | Skok w dal     | 6,89 m     | 14.        | NQ      | NQ      | [ 9 ]  |
| Sigfús Sigurðsson       | Pchnięcie kulą | 14,48 m    | 11. Q      | 13,66 m | 12.     | [ 10 ] |
| Vilhjálmur Vilmundarson | Pchnięcie kulą | 13,99 m    | 17.        | NQ      | NQ      | [ 10 ] |
| Jóel Sigurðsson         | Rzut oszczepem | 55,69 m    | 17.        | NQ      | NQ      | [ 11 ] |

##### Wieloboje
| Zawodnik    | Konkurencja   |          | 100 m   | Skok w dal | Kula    | Skok wzwyż | 400 m   | 110 m ppł. | Dysk    | Tyczka  | Oszczep | 1500 m  | Wynik końcowy | Źródło |
| ----------- | ------------- | -------- | ------- | ---------- | ------- | ---------- | ------- | ---------- | ------- | ------- | ------- | ------- | ------------- | ------ |
| Örn Clausen | Dziesięciobój | Rezultat | 11.1    | 6,545 m    | 12,87 m | 1,80 m     | 54.7    | 16.0       | 36,34 m | 3,20 m  | 44,16 m | 5:07.0  | 12.           | [ 12 ] |
| Örn Clausen | Dziesięciobój | Punkty   | 814 pkt | 686 pkt    | 703 pkt | 786 pkt    | 639 pkt | 776 pkt    | 606 pkt | 575 pkt | 484 pkt | 375 pkt | 6444 pkt      | [ 12 ] |

### Pływanie

#### Mężczyźni
| Zawodnik             | Konkurencja              | Eliminacje | Eliminacje | Półfinały | Półfinały | Finał | Finał   | Źródło |
| Zawodnik             | Konkurencja              | Czas       | Pozycja    | Czas      | Pozycja   | Czas  | Pozycja | Źródło |
| -------------------- | ------------------------ | ---------- | ---------- | --------- | --------- | ----- | ------- | ------ |
| Ari Guðmundsson      | 100 m stylem dowolnym    | 1:01.6     | 5.         | NQ        | NQ        | NQ    | NQ      | [ 13 ] |
| Ari Guðmundsson      | 400 m stylem dowolnym    | 5:16.2     | 5.         | NQ        | NQ        | NQ    | NQ      | [ 13 ] |
| Guðmundur Ingólfsson | 100 m stylem klasycznym  | 1:19.4     | 5.         | NQ        | NQ        | NQ    | NQ      | [ 14 ] |
| Sigurður T. Jónsson  | 200 m stylem grzbietowym | 2:50.6     | 4. Q       | 2:52.4    | 7.        | NQ    | NQ      | [ 15 ] |
| Sigurður Jónsson     | 200 m stylem grzbietowym | 2:56.4     | 4.         | NQ        | NQ        | NQ    | NQ      | [ 16 ] |
| Atli Steinarsson     | 200 m stylem grzbietowym | 3:02.3     | 6.         | NQ        | NQ        | NQ    | NQ      | [ 17 ] |

#### Kobiety
| Zawodnik            | Konkurencja              | Eliminacje | Eliminacje | Półfinały | Półfinały | Finał | Finał   | Źródło |
| Zawodnik            | Konkurencja              | Czas       | Pozycja    | Czas      | Pozycja   | Czas  | Pozycja | Źródło |
| ------------------- | ------------------------ | ---------- | ---------- | --------- | --------- | ----- | ------- | ------ |
| Kolbrún Ólafsdóttir | 100 m stylem grzbietowym | 1:25.6     | 5.         | NQ        | NQ        | NQ    | NQ      | [ 18 ] |
| Þórdís Árnadóttir   | 200 m stylem klasycznym  | 3:26.1     | 7.         | NQ        | NQ        | NQ    | NQ      | [ 19 ] |
| Anna Ólafsdóttir    | 200 m stylem klasycznym  | 3:19.9     | 8.         | NQ        | NQ        | NQ    | NQ      | [ 20 ] |